# Hugo Jacobi (Industrieller)
Hugo Jacobi (* 28. November 1834 in Osterfeld (Oberhausen); † 17. Oktober 1917 in Düsseldorf) war ein deutscher Ingenieur und Montanindustrieller.

## Leben
Nach dem Besuch der Gewerbeschule in Hagen und einem Maschinenbaustudium an der Polytechnischen Schule in Karlsruhe trat Jacobi in die Dienste der von seinem Großvater Gottlob Jacobi mitbegründeten Hüttengewerkschaft und Handlung Jacobi, Haniel & Huyssen (JHH). Nach einer Studienreise nach England wurde er 1866 Oberingenieur und rückte 1873 bei der Umwandlung der Hüttengewerkschaft in eine Aktiengesellschaft in den Vorstand der neuen Gutehoffnungshütte auf. Zugleich übernahm er die technische Leitung der GHH-Maschinenbaubetriebe in Sterkrade und Ruhrort. In dieser Funktion führte er Anfang der 1880er Jahre die Kettenfabrikation ein und gründete neue Abteilungen u. a. für den Brückenbau. Kurz vor seiner Pensionierung übernahm er als Nachfolger Carl Luegs für ein Jahr den Vorstandsvorsitz der Gutehoffnungshütte.
Verbandspolitisch wirkte Jacobi unter anderem als Mitbegründer und Vorsitzender des Vereins Rheinisch-Westfälischer Maschinenbauanstalten (1890), aus dem zwei Jahre später der Verein deutscher Maschinenbau-Anstalten (VDMA) hervorging. Er war Mitglied des Vereins Deutscher Ingenieure (VDI) und des VDI-Bezirksvereins an der niederen Ruhr.

## Auszeichnungen
- Kommerzienrat
- Ehrendoktor (Dr.-Ing. E. h.) der RWTH Aachen (1914)